# Manuel Eugenio Salazar Mora
Monseñor Manuel Eugenio Salazar Mora nació en Guadalupe,  el 9 de octubre de 1958. Realizó sus estudios de filosofía y de teología en el Seminario Mayor Nacional de Costa Rica.  Ha obtenido la licenciatura en Teología Fundamental en la  Universidad Pontificia Gregoriana de Roma. Fue ordenado sacerdote el 4 de diciembre de 1982.
Ha desempeñado sucesivamente los siguientes puestos: vicario parroquial de la parroquia San Juan de Tibás, administrador parroquial de la parroquia San Ramón Nonato, director del departamento para la educación religiosa de la Conferencia Episcopal, director del seminario introductorio, rector del seminario mayor nacional, vicario episcopal arquidiocesano para La Pastoral profética, rector del Santuario Nacional del Sagrado corazón de Jesús, párroco de la parroquia Medalla Milagrosa de San José y, desde 2014, párroco de la parroquia San Jerónimo de Moravia.
El 6 de febrero de 2016, el Papa Francisco lo nombró IV Obispo de la Diócesis de Tilarán-Liberia, de Costa Rica.
Recibió la ordenación episcopal el 4 de abril de 2016 en la Catedral de Tilarán, Costa Rica.

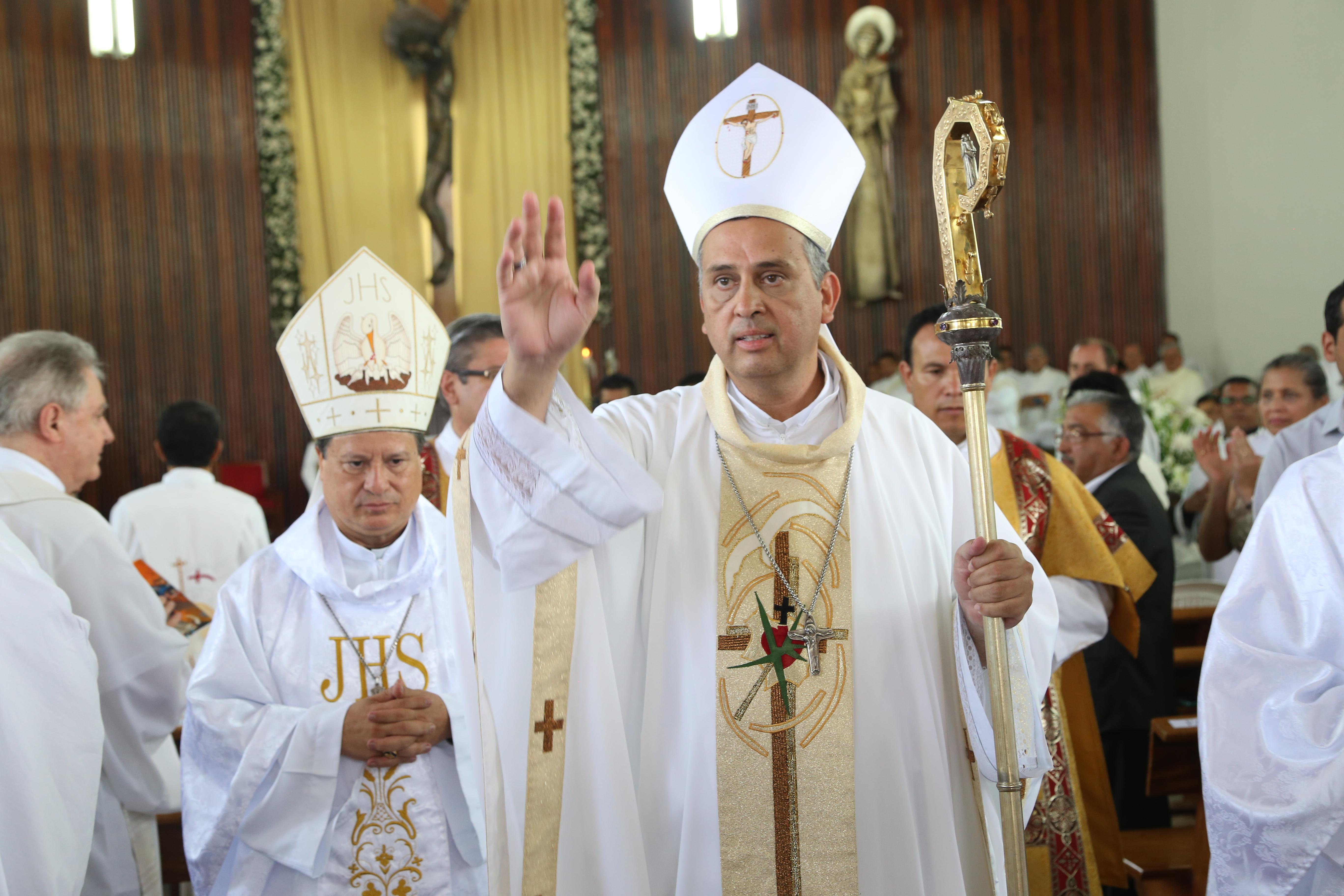
Ordenación Episcopal de Monseñor Manuel Eugenio Salazar, Catedral de Tilarán.

Entre otras actividades con que se conoce a Salazar en su país, es la difusión de la espiritualidad del movimiento de los focolares, un movimiento eclesial fundado en Italia que promueve el ecumenismo y el diálogo interreligioso.

El 2 de agosto de 2019, Salazar Mora fue el encargado de la homilía en la fiesta de la Virgen de los Ángeles  (Patrona de Costa Rica), entre sus puntos mencionó temas como María, madre de todos, el egoísmo, el derecho a la protesta, la falta de trabajo, la cultura de la vida, entre otros. Esta y otras importantes apariciones y discursos, le han definido como un clérigo mediático e influyente en el país centroamericano.